# Sophie Wilmès
Sophie Wilmès (Ixelles, 15 gennaio 1975) è una politica belga, Primo ministro del Belgio dal 2019 al 2020, prima donna a ricoprire tale carica, ed europarlamentare nonché vicepresidente del Parlamento europeo dal 16 luglio 2024.

## Biografia

### Inizi e carriera politica
Sophie Wilmès nasce a Ixelles il 15 gennaio 1975. Il padre, Philippe Wilmès, era professore di economia all'Università cattolica di Louvain, oltreché reggente della banca nazionale del Belgio e direttore di molte società pubbliche e private. La madre invece ha lavorato per diverse aziende. 
Dopo essersi laureata in comunicazioni applicate, lavora per un'agenzia pubblicitaria per poi essere assunta come assistente amministrativa al controllo del bilancio e della gestione finanziaria presso la Commissione europea. In seguito continuerà la sua carriera di consulente economico in uno studio legale commerciale.
Nel 2014 viene eletta consigliere provinciale per la provincia del Brabante Fiammingo. Candidata nel comune di Halle nella lista Union des francophones, ottiene più di 3 000 voti.
Il 9 dicembre 2018 viene nominata ministro della funzione pubblica nel governo guidato da Charles Michel.

### Primo ministro del Belgio
Il 26 ottobre 2019 viene incaricata dal re Filippo come nuovo primo ministro belga ad interim in sostituzione di Charles Michel, eletto presidente del Consiglio europeo. Giura nelle mani del re il giorno dopo. Resta in carica fino al 1º ottobre 2020.

### Ministro degli esteri e Vicepremier
Nel governo formato da Alexander De Croo, la Wilmés ha ricoperto le cariche di vice primo ministro e ministro degli esteri.
Termina temporaneamente i propri incarichi il 21 aprile 2022, annunciando un unilaterale congedo temporaneo dalla politica per passare più tempo con la sua famiglia, per via di un tumore particolarmente aggressivo diagnosticato al marito. Il congedo, tuttavia, è divenuto in seguito effettivo il 14 luglio 2022, giorno in cui ha rassegnato le dimissioni, sebbene mantenendo l’incarico di parlamentare.